# Grindorff-Bizing
Grindorff-Bizing é uma comuna francesa na região administrativa de Grande Leste, no departamento de Mosela. Estende-se por uma área de 6,86 km². Em 2010 a comuna tinha 325 habitantes (densidade: 47,4 hab./km²).